# Constantino Láscaris Comneno Micolaw
Constantino Láscaris Comneno Micolaw (Zaragoza, España,11 de setiembre de 1923 — San José, Costa Rica, 5 de julio de 1979) fue un filósofo, educador y periodista español-costarricense. La mayor parte de su carrera la desempeñó como profesor de la Escuela de Estudios Generales y de la Escuela de Filosofía de la Universidad de Costa Rica.

## Familia y formación
Constantino Láscaris fue hijo de Eugenio Lascorz y Labastida y de Nicasia Justa Micoláu Traver, oriundos de la ciudad de Zaragoza.  El padre, Eugenio, había nacido en 1886 y se había formado como abogado, llegando a ejercer como procurador de los tribunales.  En la década de 1920, Eugenio comenzó a reclamarse públicamente como heredero de la dinastía imperial bizantina y pretendiente a la corona del Reino de Grecia.  También modificó sus apellidos, adoptando el nombre "Eugenio Láscaris-Comneno" alegando una genealogía que estudios posteriores han juzgado como ficticia.
Constantino Láscaris inició sus estudios de filosofía en la Universidad de Zaragoza y los concluyó en la Universidad de Madrid, doctorándose allí en 1946 con una tesis sobre el pensamiento filosófico de Francisco de Quevedo.  Su director de tesis fue el profesor Santiago Montero Díaz.  Tanto en Zaragoza como en Madrid fue compañero de estudios y amigo del filósofo Gustavo Bueno.

## Labor en España
Láscaris trabajó como ayudante y profesor adjunto de filosofía en la Universidad de Madrid y fue secretario en la Sección de Ética del Instituto «Luis Vives» de Filosofía, dependiente del Consejo Superior de Investigaciones Científicas (CSIC).  Llevó a cabo viajes de estudio a Bonn, Lovaina y París, y en esa última ciudad conoció a Elena Galina Slépuhine Rudkowskaia, de origen ruso, con quien contrajo matrimonio en Madrid en 1951.
En 1953 y 1954 las pretensiones dinásticas de Eugenio Láscaris fueron atacadas públicamente en la prensa y en revistas especializadas de genealogía por el marqués de Villarreal de Álava, José María de Palacio, y por otros, causando cierto escándalo en la alta sociedad madrileña.  Posiblemente como consecuencia de esto, y también de su repetido fracaso en los concursos de oposición para obtener una cátedra universitaria en España, aceptó una oferta de trabajo como profesor universitario en Costa Rica, país con el que no tenía contacto previo pero en el que se afincó definitivamente a partir de 1956.  Esa oferta de trabajo le había sido hecha por intermediación del filósofo y diplomático costarricense Luis Barahona Jiménez, quien en ese momento realizaba estudios doctorales en Madrid.

## Labor en Costa Rica
En Costa Rica, Constantino Láscaris alcanzó renombre como docente y como autor de numerosos ensayos y libros, entre ellos El Costarricense, Historia de las ideas filosóficas en Centroamérica, así como Historia de las ideas filosóficas en Costa Rica. También se distinguió como conferencista y columnista de varios periódicos, además de sus intervenciones frecuentes en programas de televisión.  Dirigió la Revista de Filosofía de la Universidad de Costa Rica y entre sus alumnos destacados estuvieron el filósofo Roberto Murillo y el político Francisco Antonio Pacheco. 
Constantino Láscaris obtuvo la nacionalidad costarricense en 1968.  Murió en 1979, a la edad de 55 años. La Asamblea Legislativa de Costa Rica lo hizo Benemérito de la Patria en 1998, declarando que "la filosofía en Costa Rica tiene, en el Doctor Láscaris Comneno, a su fundador indiscutible en el quehacer universitario y sistemático."